# Савченков, Сергей Павлович
Сергей Павлович Савченков (род. 1954) — сотрудник советских и российских органов государственной безопасности, генерал-лейтенант.

## Биография
Родился 1 октября 1954 года (в некоторых публикациях указывается 1956 год) в городе Красноуральске Свердловской области.
В 1976 году окончил Свердловский горный институт.
Вскоре после окончания института Савченков поступил на службу в органы Комитета государственной безопасности при Совете Министров СССР. В 1977 году окончил Высшие курсы КГБ СССР в Минске, после чего служил на различных должностях в Свердловском областном управлении КГБ СССР.
После распада Советского Союза Савченков продолжал службу в системе Министерства безопасности — Федеральной службы безопасности Российской Федерации. В 1995 году он окончил Академию ФСБ России и вскоре получил назначение на должность заместителя начальника Управления Федеральной службы безопасности Российской Федерации по Омской области. С 1999 года возглавлял Управление Федеральной службы безопасности Российской Федерации по Новосибирской области.В 2009 году Савченков в звании генерал-лейтенанта вышел в отставку. Работает вице-президентом по безопасности акционерного общества «Сибмост».

## Санкции
15 января 2025 года внесена в санкционные списки США за распространение пророссийской пропаганды войны против Украины.
8 августа 2025 года внесен в санкционные списки Украины.

## Лична жизнь
Сын — генерал-майор ФСБ, начальник Управления ФСБ России по Омской области Алексей Сергеевич Савченков.